# Tượng đất sét Thiên Tân
Tượng đất sét là một loại hình nghệ thuật dân gian nổi tiếng ở Thiên Tân, thành phố lớn thứ hai của Trung Quốc. Nó được khởi xướng bởi Zhang Mingshan (1826-1906), một nghệ sĩ dân gian của Thiên Tân, trong triều đại nhà Thanh (1821-1851). Cho đến nay, đất sét Zhang có bốn thế hệ và gần 180 năm lịch sử.
Những tác phẩm Zhang khác nhau từ cung nữ, nhân vật lịch sử, nhân vật tôn giáo, và các nhân vật hiện đại với phong tục địa phương. Nó thường được người dân trưng bày trong nhà, trên kệ, vì kích thước nhỏ của nó (cao thường là 20 cm). Đất sét hình Zhang có đặc điểm thực tế sống động, và có thể miêu tả tính cách và tư thế của nhân vật.